# قانون فيروس كورونا 2020
قانون فيروس كورونا لعام 2020 هو قانون صادر عن برلمان المملكة المتحدة يمنح الحكومة سلطة التعامل مع جائحة كوفيد-19. يسمح القانون للحكومة بالحد من أو تعليق التجمعات العامة واحتجاز الأفراد المشتبه في إصابتهم بكوفيد-19، وتخفيف العبء على الخدمات الصحية ومساعدة العاملين في مجال الرعاية الصحية والمتضررين اقتصاديًا. تشمل المجالات التي يغطيها القانون: الخدمات الصحية الوطنية والرعاية الاجتماعية والمدارس وشرطة الحدود والمجالس المحلية والجنازات والمحاكم. قُدّم القانون إلى البرلمان بتاريخ 19 مارس 2020، وأُقرَّ في مجلس العموم دون تصويت في 23 مارس، ومجلس اللوردات في 25 مارس. حصل القانون بعد ذلك على موافقة مَلكية في 25 مارس 2020.
طالب السياسيون من مختلف الأحزاب بما في ذلك المحافظين والديمقراطيين الليبراليين بتدقيق برلماني للتشريع أثناء مناقشته في البرلمان. وبالمثل، دعت مجموعات مثل ليبرتي وحقوق الإعاقة في المملكة المتحدة إلى معاينة القانون عن قرب وأثارت مخاوف بشأن آثاره المحتملة على حقوق الإنسان أثناء الجائحة وبعدها.

## الأحكام
تُمكّن أحكام قانون مكافحة فيروس كورونا، التي تكون محدودة المدة لمدة عامين، الحكومة من تقييد أو حظر التجمعات العامة والتحكم في حركة وسائل النقل العامة أو منعها من العمل، وتفرض على الشركات مثل المتاجر والمطاعم حجز الأشخاص المشتبه في إصابتهم بكوفيد-19 مؤقتًا، وتعليق تشغيل الموانئ والمطارات، وإغلاق المؤسسات التعليمية وأماكن رعاية الأطفال، وإدخال طلاب الطب والعاملين المتقاعدين في خدمات الرعاية الصحية، وتخفيف العبء على الخدمات في القطاع الصحي، وتولي السيطرة على إدارة الوفيات في مناطق محلية معينة.
ينص القانون أيضًا على إجراء تدابير لمكافحة الآثار الاقتصادية للجائحة، ويشمل القدرة على وقف طرد المستأجرين، وحماية متطوعي الطوارئ من أن يصبحوا عاطلين عن العمل، وتوفير تغطية تأمينية خاصة لموظفي الرعاية الصحية الذين يتحملون مسؤوليات إضافية. ستقوم الحكومة بدفع تعويضات تغطي تكلفة الأجور المرضية القانونية للموظفين المتأثرين بكوفيد-19، وسيُطلب من محلات السوبر ماركت إبلاغ الحكومة في حال وجود اضطرابات ضمن سلسلة الإمدادات. 
يؤجل القانون رسميًا الانتخابات المحلية التي كان من المقرر إجراؤها بتاريخ مايو 2020 ويمنح المملكة المتحدة والحكومات المفوضة ذات الصلة سلطة تأجيل أي انتخابات أخرى أو استفتاء محلي أو التماس عريضة حتى تاريخ 6 مايو 2021. سيخدم أعضاء المجالس المحلية والعُمَد المنتخبون ومفوضو الشرطة لمدة ثلاث سنوات بعد انتخابهم في عام 2021، بدلاً من أربع سنوات، من أجل الحفاظ على دائرة الانتخابات العادية. 

### المهلة والمراجعة والتجديد
مدة القانون سنتين يمكن تقصيرها أو تمديدها لمدة ستة أشهر حسب التقدير الوزاري. سيخضع القانون أيضًا للتجديد البرلماني كل ستة أشهر؛ بعد أن كان سيعاد إلى البرلمان لمناقشته بعد عام واحد من إصداره. 
تُمكِّن المادة 88 من القانون السلطات الوطنية من تعليق (ثم إعادة إحياء) العديد من أحكام القانون، وتطلب المادة 97 من وزير الخارجية أن ينشر، كل شهرين، تقريراً عن حالة الأحكام غير المنقولة. في 7 مايو، نشرت وزارة الصحة والرعاية الاجتماعية جدولًا يوضح حالة كل بند، بما في ذلك البنود التي لم تكن سارية في ذلك الوقت. وأعقب ذلك في 29 مايو أول تقرير نصف شهري، والذي أعطى شرحًا موجزًا للأحكام التي لم تدخل حيز التنفيذ بعد، بالإضافة إلى مخطط يوضح استخدام هذا الحكم بالنسبة للأشخاص المسؤولين. 
وصف إيان دونت القانون بأنه: أكبر انتهاك للحريات المدنية البريطانية... ولم يسبق له مثيل على الإطلاق في زمن الحرب. دعت مجموعة ليبرتي الداعمة لحقوق الإنسان إلى التدقيق في مشروع القانون، ما أثار المخاوف من أن قيودًا كبيرة على الحريات المدنية يمكن أن تبقى سارية بعد نهاية الجائحة، أثارت أيضًا منظمة حقوق المعاقين في المملكة المتحدة مخاوف جدية بشأن آثار الفيروس على حقوق الإنسان، وخاصة حقوق الفئات الضعيفة، بما في ذلك الأشخاص ذوي الإعاقة. 

## التاريخ التشريعي
قُدّم القانون من قبل وزير الدولة للرعاية الصحية والاجتماعية، مات هانكوك، في 19 مارس من عام 2020، واجتاز جميع مراحل إعادة النظر المتبقية في مجلس العموم في 23 مارس بدون تصويت، ثم في مجلس اللوردات في 25 مارس، وبعد ذلك حصل على الموافقة المَلكية في 25 مارس 2020.
قدّم نائب المحافظ والوزير السابق لخروج بريطانيا من الاتحاد الأوروبي ديفيد ديفيس تعديلاً في 21 مارس لتقييد المهلة الزمنية لمشروع القانون لمدة عام واحد، ما هدد بوجود عصيان. 
عدّلت الحكومة بنفسها في 23 مارس مشروع القانون للمطالبة بالتجديد البرلماني لسلطاتها كل ستة أشهر. 
وافق البرلمان الإسكتلندي على اقتراح الموافقة التشريعية في 24 مارس 2020 لتطبيق القانون على اسكتلندا، ثم أصدر البرلمان الإسكتلندي قانون فيروس كورونا (اسكتلندا) لعام 2020 لتنظيم الاستجابة لجائحة فيروس كورونا.